# Galium junghuhnianum
Galium junghuhnianum är en måreväxtart som beskrevs av Friedrich Anton Wilhelm Miquel. Galium junghuhnianum ingår i släktet måror, och familjen måreväxter.
Artens utbredningsområde är Java. Inga underarter finns listade i Catalogue of Life.